# Георги Тодоров (кмет на Пловдив)
Вижте пояснителната страница за други личности с името Георги Тодоров.
Георги Тодоров е кмет на гр. Пловдив (1935 – 1936).

## Биография
Георги Тодоров е роден на 23 ноември 1885 г. в Пазарджик. Следва политическа икономия в Грац (Австрия). Завършва право в Софийския университет (1912) и започва адвокатска практика в Пловдив.
Участва във войните за национално обединение (1912 – 1918). През юли 1918 г. е назначен за окръжен управител на Пирот. След войната е адвокат в Пловдив и участва в редактирането на вестниците „Борба“, „Пряпорец“, „Сговор“, „Зов“.
На 14 март 1935 г. е назначен за кмет на Пловдив. Под негово ръководство започва строежът на градските хали с голяма хладилна инсталация. Създава общинско предприятие за редовна автобусна служба с 12 коли. Сформира за първи път общинска погребална служба за безплатно погребение на бедни и подпомагане на техните семейства. Устройва градоустройствено и канализационно бюро за благоустрояването на града. По негово време се оформя парк „Филипово“, павират се площади, улици и др. Подпомага Мострения панаир с построяване то на общинската изложбена палата „Цар Освободител“. По негово предложение, на 23 април 1935, Общинският съвет преименува хълма „Бунарджика“ на „Хълм на освободителите“.
От 1940 до 1944 г. е народен представител от Пловдив. През март 1943 г. подписва заедно със свои колеги писмото на заместник-председателя на Народното събрание Димитър Пешев в защита на българските евреи и допринася за тяхното спасяване.